# St.-Marien-Kirche (Neukloster)

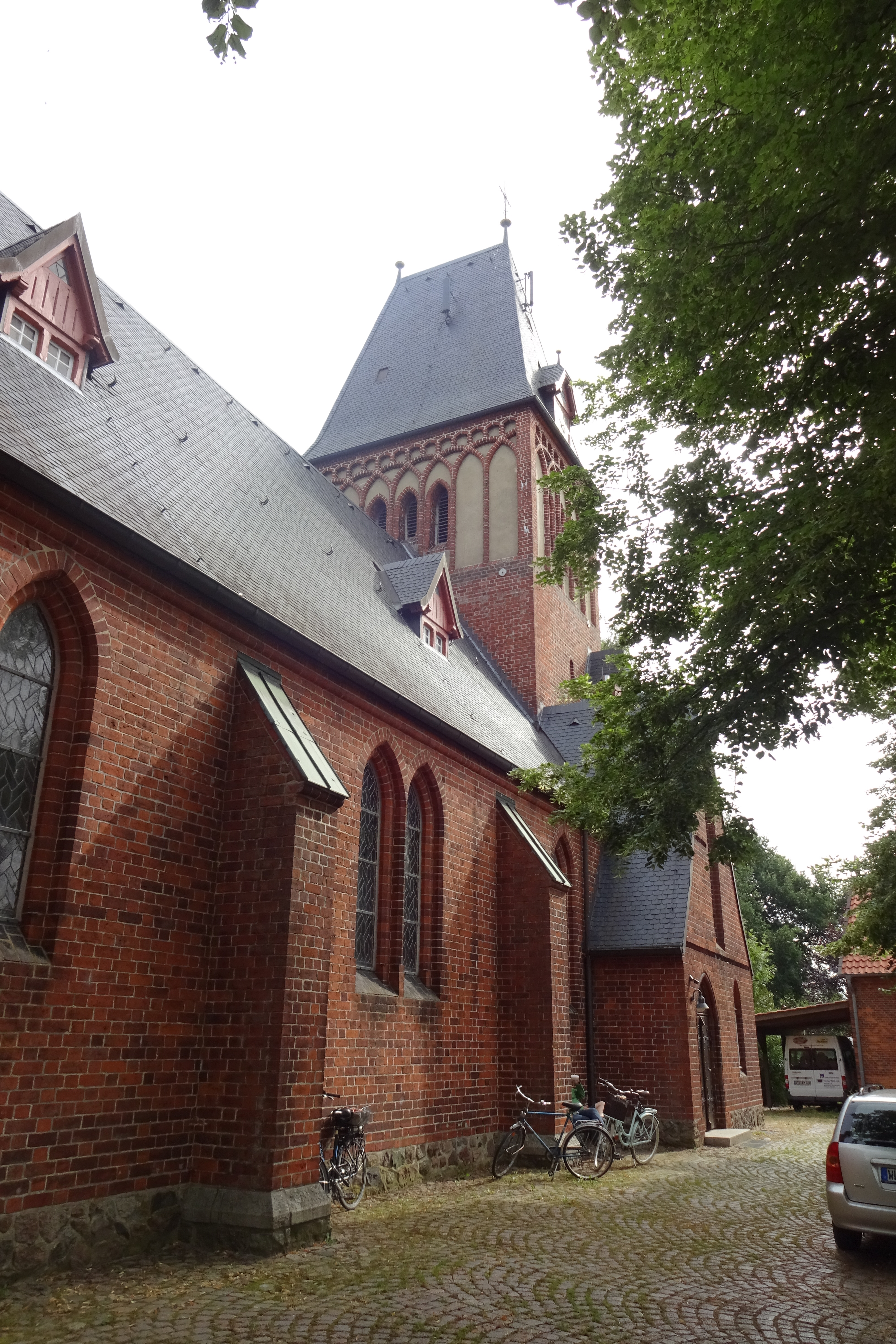
St. Marien, Südfassade, Ansicht von Südwesten

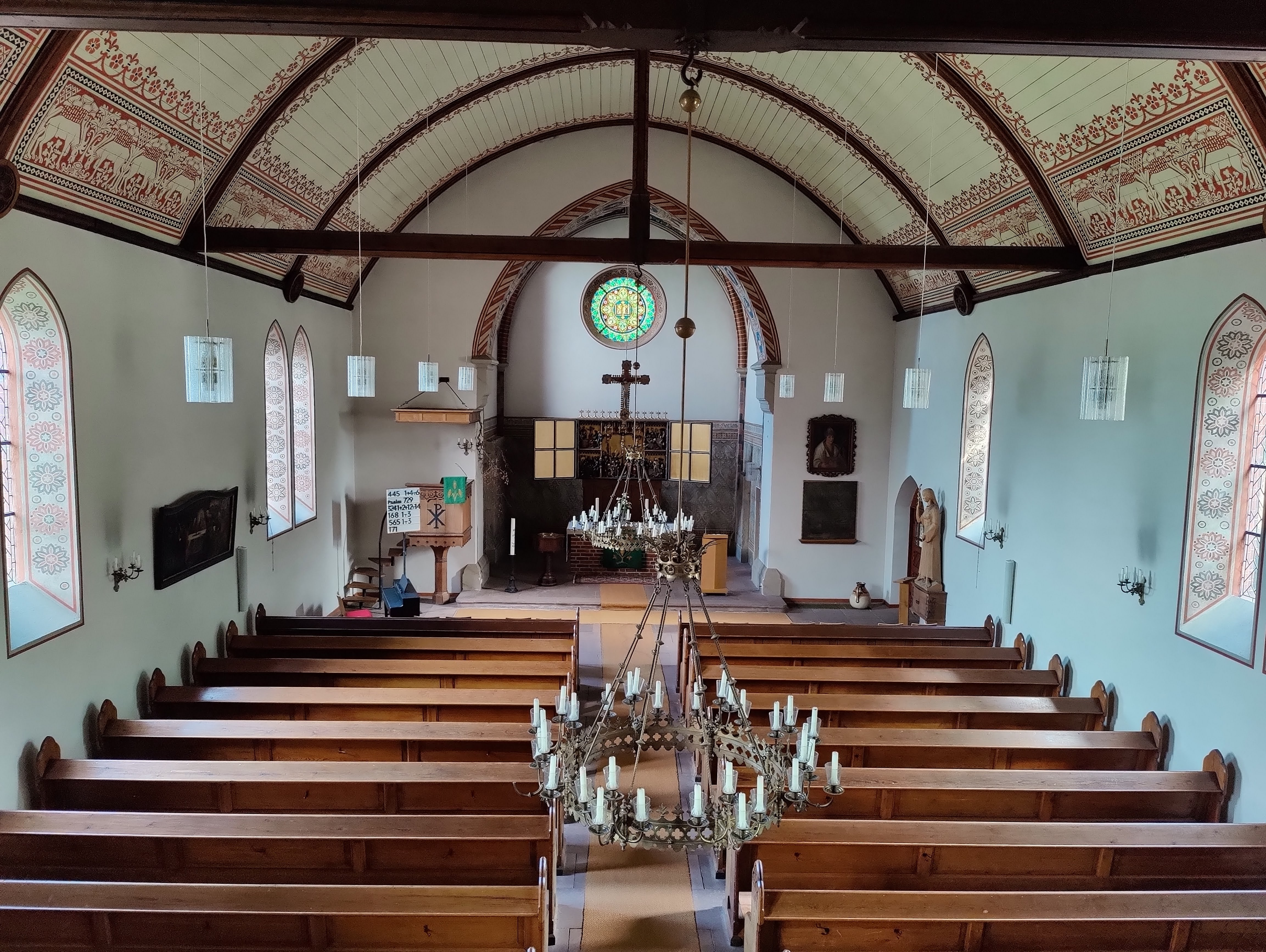
Innenraum (2022)

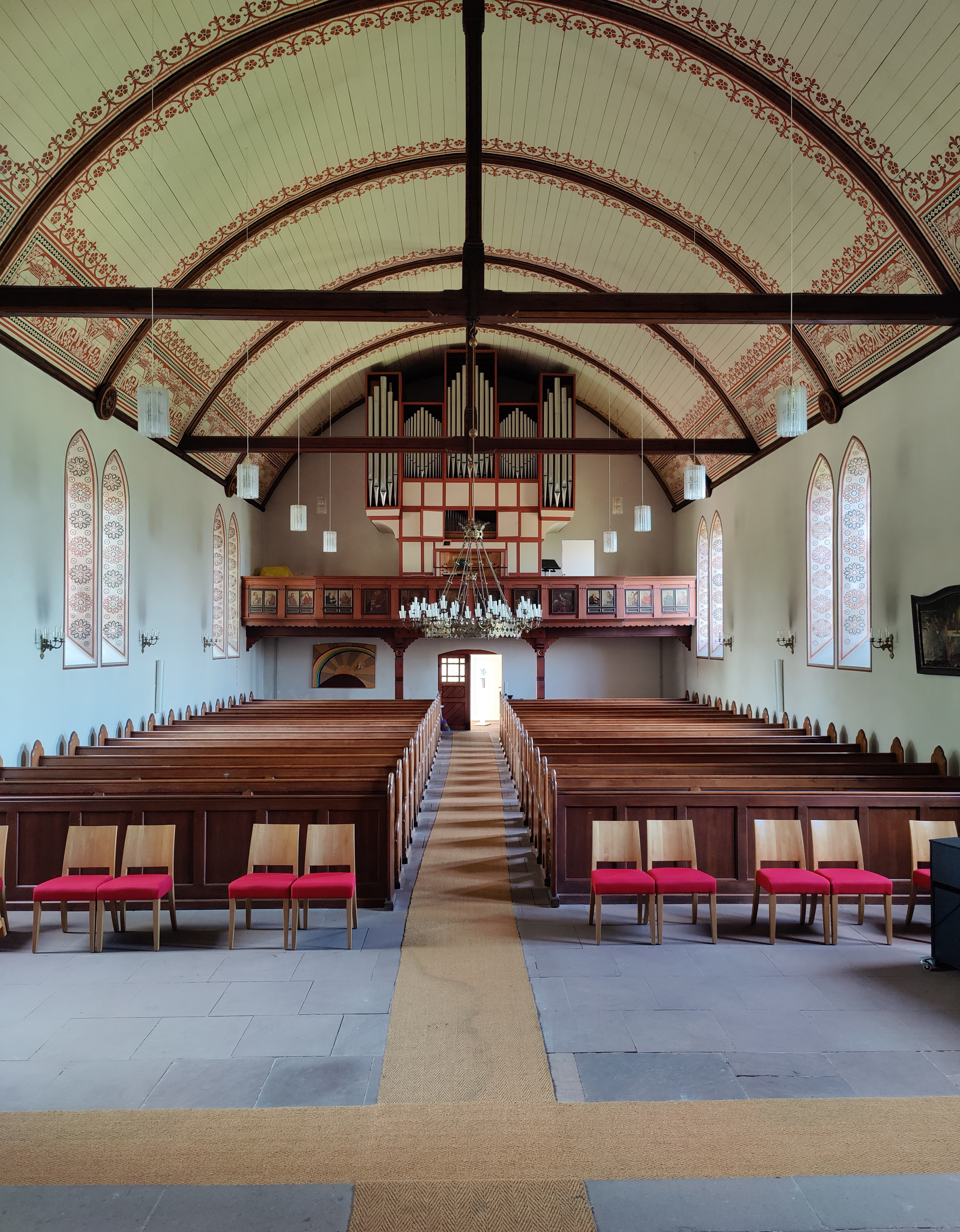
Innenraum, Blick zur Orgel

Die Kirche St. Marien befindet sich im Zentrum der Ortschaft Neukloster innerhalb der Stadt Buxtehude im niedersächsischen Landkreis Stade. Sie wurde zu Beginn des 20. Jahrhunderts an der Stelle der ehemaligen Klosterkirche des Neuen Klosters errichtet.
Die um 1500 nach einem Brand errichtete Klosterkirche, die nach der Reformation als Gottesdienststätte der evangelischen Kirchengemeinde diente, war im 19. Jahrhundert baufällig geworden. 1878 musste die Nordwand durch Stützpfeiler gesichert werden, um einen Einsturz zu vermeiden. Ab Juli 1902 wurde deshalb unter dem preußischen Regierungs- und Baurat Oskar Hossfeld zusammen mit dem in Berlin im Ministerium für öffentliche Arbeiten tätigen Architekten und Denkmalpfleger Friedrich Schultze eine neue Kirche errichtet und am 20. März 1904 geweiht. Anschließend wurde die alte Kirche abgerissen.
Die St.-Marien-Kirche ist ein neugotischer Saalbau aus Backstein. Im Ostturm ist noch das originale mechanische Uhrwerk von 1902 in Betrieb. Die Kirche steht vor allem wegen der überkommenen bauzeitlichen Ausmalung unter Denkmalschutz. Sie besitzt außerdem einige bedeutende Ausstattungsstücke aus der alten Klosterkirche, darunter einen Messkelch aus der Erstausstattung 1270, ein Vortragekreuz (um 1400) und den Mittelteil eines Schnitzaltars von 1500 mit Passionsszenen. Eine Frauengestalt, die den Frieden symbolisieren soll, wurde von dem Bildhauer Walter Wadephul aus Lindenholz geschnitzt und 1951 vor dem Altarraum aufgestellt. Die Orgel stammt von der Firma Kemper aus Lübeck, wurde 1959 für eine andere Kirche erbaut und später hierher umgesetzt. Sie besitzt 15 Register auf zwei Manualen und Pedal.
In jüngerer Zeit wurden im Pflaster des Kirchplatzes die Umrisse der ehemaligen Klosterkirche sichtbar gemacht.